# Katadynowanie
Katadynowanie – metoda jednorazowej dezynfekcji wody w studniach i zbiornikach jonami srebra Ag+ (sole srebra działają bakteriobójczo) lub niszczenia glonów w wodzie z chłodni kominowych oraz w zbiornikach wód powierzchniowych jonami miedziowymi Cu2+ (sole miedzi zapobiegają zarastaniu roślinnością).